# Split-Flockenblume
Die Split-Flockenblume (Centaurea salonitana) ist eine Pflanzenart aus der Gattung der Flockenblumen (Centaurea) in der Familie der Korbblütler (Asteraceae).

## Merkmale
Die Split-Flockenblume ist eine aufrechte, ausdauernde Pflanze, die Wuchshöhen von 20 bis 60 Zentimeter erreicht. Die Blätter sind meist alle fiederschnittig. Die Abschnitte sind mehr oder weniger ganzrandig und lanzettlich. Die Blattstiele sind geflügelt. Die obersten Stängelblätter sind ganzrandig. Die Blüten bilden zusammen blütenähnliche Köpfchen, diese sind in einer Schirmtraube angeordnet und gestielt. Die Hülle ist bis zu 2 Zentimeter breit und mehr oder weniger eiförmig. Die Hüllschuppen sind dachig, grünlich-gelb und haben eine starre, bis zu 1 Zentimeter lange Spitze. Ihre Anhängsel sind schmal, braun und borstig bewimpert. Alle Blüten sind röhrenförmig, fünfzipfelig und gelb. Die äußeren Blüten sind steril und vergrößert, die inneren fertil und klein. Die Frucht ist eine bis zu 4 Millimeter lange, schwarze Achäne mit einem borstigen Haarkranz, der länger als die Achäne selbst ist.
Blütezeit ist von Juli bis August.
Die Chromosomenzahl beträgt 2n = 20 oder 40.

## Vorkommen
Die Split-Flockenblume kommt im zentralen und östlichen Mittelmeergebiet, auf der Balkanhalbinsel, in Südosteuropa und in der Türkei auf Trockenrasen und Feldern vor. Ihr Verbreitungsgebiet umfasst Kroatien, Albanien, Serbien, Mazedonien, Griechenland, die Ägäis, Bulgarien, Rumänien, die Ukraine, Moldawien, die europäische und asiatische Türkei und den Kaukasusraum.

## Belege
- Ehrentraud Bayer, Karl-Peter Buttler, Xaver Finkenzeller, Jürke Grau: Pflanzen des Mittelmeerraums. Mosaik Verlag GmbH, München 1986 (Die farbigen Naturführer).